# 伴性遺伝

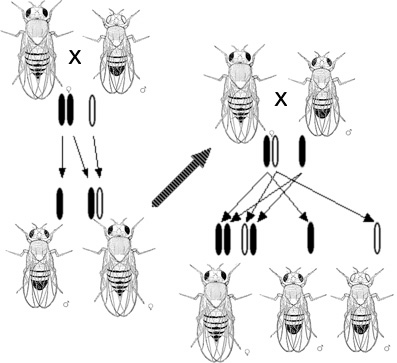
ショウジョウバエの伴性遺伝の例: X は交配を意味する。黒のバーは赤眼の、白のバーは白眼の遺伝因子またはX染色体を示す。メスはX染色体を2本、オスは1本持つ。純系赤眼のメスと白眼のオスを交配すると、次世代はオスメスともに赤眼になる。得られたメスを赤眼のオスと交配すると、次世代のメスは全て赤眼になるが、オスは半数が赤眼、半数が白眼になる。

伴性遺伝（はんせいいでん、ばんせいいでん）とは、性染色体に依存する遺伝形式である。

## 概要
伴性遺伝は、X染色体・Y染色体・Z染色体・W染色体に遺伝子座をもつ遺伝子に支配される。基本的には雌雄で性染色体の数が異なるために生じる現象である。伴性遺伝の中で、特に片側の性のみに遺伝する場合、例えばY染色体・W染色体特有の遺伝子による遺伝などを、特に限性遺伝と呼ぶ。例えばヒトではY染色体上に男性を決定づけるSRYという遺伝子があるため、この染色体をもつ個体は男になる。
遺伝学によって明らかとなった伴性遺伝の最初の例は、ショウジョウバエにおける白眼変異の交配である（図）。これは染色体説を支持する最初の結果でもあった。
また、白眼の系統の♀赤眼の系統の♂を交配すると赤眼の♀、白眼の♂ができる。これを十文字遺伝という。

## ヒトにおける例
男性はX染色体とY染色体を持ち（性染色体型がXY）、女性は2つのX染色体を持っている（性染色体型がXX）。X染色体に異常が生じた場合、女性はもう一方のX染色体によって補うことが出来るのに対して、男性は1つしか持たないため、男性だけに発症、または女性より男性が重篤となる疾患がある。以下は主な例。

### 伴性顕性遺伝
伴性顕性遺伝（旧称：伴性優性遺伝）によって発生する疾患は、X染色体にスペアのある女性でも発症する。なお、X染色体にスペアのある女性よりも、X染色体にスペアのない男性の方が重篤となることが多い。
レット症候群
X染色体MECP2遺伝子の異常により発症。女性に多く発症する。X染色体を1つしか持たない男性の場合、発生初期に致死となるか、乳幼児期に女性より重篤な症状で発症する。
アルポート症候群
X染色体の異常により発症。

### 伴性潜性遺伝
伴性潜性遺伝（旧称：伴性劣性遺伝）によって発生する疾患は、X染色体にスペアの無い男性に多く発症する。X染色体にスペアのある女性の場合は、通常、両方のX染色体に疾患の発症原因となる遺伝子を持たないと発症しないため、この遺伝形式による疾患を女性が発症することは稀である。なおX染色体の片方に問題の遺伝子を抱えているものの発症していない女性は遺伝的保因者と呼ばれるが、その子供には2分の1の確率でこの遺伝子が移行する。しかし、その子供が女児であれば、父親も同じ問題の遺伝子を抱えていない場合は、基本的には突然変異が起こらない限り発症しない。対して、その子供が男児であれば、基本的に、母親から2分の1の確率で遺伝子を受け取った場合に発症する。
赤緑色覚異常
X染色体上にある錐体細胞の因子によって発症する。
血友病
X染色体上にある血液凝固因子の異常によって発症する。
性染色体潜性遺伝 筋ジストロフィー
X染色体の異常により発症。
伴性高IgM症候群
X染色体上にあるCD40LG遺伝子に異常が生じることにより、免疫グロブリンのクラススイッチが起こらず、IgMが高値となり、IgG、IgA、IgE が低値となる（正常値の場合もある）。
なお、高IgM症候群の中には、例えば活性化誘導シチジンデアミナーゼ（AID）に変異があるために発症する場合などもあって、こちらは伴性遺伝ではない。このように、必ずしも伴性遺伝だけが原因で高IgM症候群が起こるわけではない。
伴性無γグロブリン血症
別名、ブルトン型無ガンマグロブリン血症。X染色体上にあるブルトンチロシンキナーゼが機能を失ったことにより、プレB細胞からB細胞への分化が行われない。このため正常な抗体を作ることができず、免疫力が大きく低下する。
ウィスコット・アルドリッチ症候群
免疫に異常を来たす。